# Jacques Ménager
Jacques-Eugène-Louis Ménager (ur. 24 lipca 1912 w Anor, zm. 13 marca 1998) – francuski duchowny rzymskokatolicki, biskup Meaux, arcybiskup Reims i prymas Galli Belgica.

## Biografia
29 czerwca 1936 w katedrze św. Ludwika w Wersalu z rąk biskupa wersalskiego Benjamina-Octave Rolanda-Gosselina otrzymał święcenia prezbiteriatu i został kapłanem diecezji wersalskiej.
23 czerwca 1955 papież Pius XII mianował go biskupem pomocniczym diecezji wersalskiej oraz biskupem tytularnym antiocheńskim. 8 października 1955 przyjął sakrę biskupią z rąk biskupa wersalskiego Alexandra Renarda. Współkonsekratorami byli biskup Troyes Julien François Le Couëdic oraz biskup Chartres Roger Jean Fernand Michon.
7 grudnia 1961 papież Jan XXIII mianował go biskupem Meaux. Pełniąc to stanowisko jako ojciec soborowy wziął udział w soborze watykańskim II.
13 lipca 1973 papież Paweł VI awansował go na urząd arcybiskupa Reims oraz związany z arcybiskupstwem tytuł prymasa Galli Belgica. Na tej katedrze zasiadał do 8 sierpnia 1988, gdy Jan Paweł II przyjął jego rezygnację rok po przekroczeniu przez niego wieku emerytalnego.